# Місліна Гозукара
Місліна Гозукара (тур. Mislina Gözükara; нар. 20 грудня 1997, Кахраманмараш, Туреччина) — азербайджанська футболістка турецького походження, нападниця турецького клубу «Чайкур Різеспор» та національної збірної Азербайджану.

## Клубна кар'єра
23 жовтня 2012 року офіційно зареєстрована як гравчиня «Марашгучюспорі», перший жіночий футбольний клуб, заснований у її рідному місті жіночим футбольним тренером за декілька місяців до цього й розпочав свою діяльність у сезоні 2012/13 років. Вона виступала з першого сезону протягом п'яти сезонів у Другій і Третій лізі, відзначилася 102 м'ячами в 66 матчах. 4 грудня 2016 року вона забила свій 100-й гол у 60-му матчі. 4 грудня 2016 року вона забила свій 100-й м'яч у 60-му матчі. Також була капітаном команди. У сезоні 2017/18 років перейшла в газіантепський «ALG Spor», який виступав у Другій лізі. Наприкінці сезону допомогла команді вийти до Першої ліги.
На початку серпня 2020 року перейшла в стамбульський клуб «Фатіх Ватанспор». У вересні 2020 року перенесла операцію через розрив хрестоподібної зв’язки, який вона отримала під час тренування.
Напередодні старту сезону 2021/22 років перейшла до новоствореної команди Суперліги «Чайкур Різеспор».

## Кар'єра в збірній
У січні 2015 року викликалася до молодіжної жіночої збірної Туреччини.
У 2020 році отримала виклик до національної збірної Азербайджану. У футболці національної команди дебютувала 11 березня 2020 року в поєдинку групи D кваліфікації чемпіонату Європи проти Польщі.

## Статистика виступів

### Клубна
Станом на 12 грудня 2021
| Клуб              | Сезон             | Ліга              | Ліга  | Ліга | Континентальні | Континентальні | Національні | Національні | Загалом | Загалом |
| Клуб              | Сезон             | Дивізіон          | Матчі | Голи | Матчі          | Голи           | Матчі       | Голи        | Матчі   | Голи    |
| ----------------- | ----------------- | ----------------- | ----- | ---- | -------------- | -------------- | ----------- | ----------- | ------- | ------- |
| «Марашгучюспор»   | 2012–13           | Друга ліга        | 12    | 3    | –              | –              | 0           | 0           | 12      | 3       |
| «Марашгучюспор»   | 2013–14           | Друга ліга        | 14    | 19   | –              | –              | 0           | 0           | 14      | 19      |
| «Марашгучюспор»   | 2014–15           | Третя ліга        | 11    | 8    | –              | –              | 0           | 0           | 11      | 8       |
| «Марашгучюспор»   | 2015–16           | Третя ліга        | 19    | 68   | –              | –              | 0           | 0           | 19      | 68      |
| «Марашгучюспор»   | 2016–17           | Друга ліга        | 10    | 4    | –              | –              | 0           | 0           | 10      | 4       |
| «Марашгучюспор»   | Загалом           | Загалом           | 66    | 102  | –              | –              | 0           | 0           | 66      | 102     |
| «ALG Spor»        | 2017–18           | Друга ліга        | 18    | 11   | –              | –              | 0           | 0           | 18      | 11      |
| «ALG Spor»        | 2018–19           | Перша ліга        | 15    | 5    | –              | –              | 0           | 0           | 15      | 5       |
| «ALG Spor»        | 2019–20           | Перша ліга        | 13    | 3    | –              | –              | 1           | 0           | 14      | 3       |
| «ALG Spor»        | Загалом           | Загалом           | 46    | 19   | –              | –              | 1           | 0           | 47      | 19      |
| «Фатіх Ватанспор» | 2020–21           | Перша ліга        | 1     | 0    | –              | –              | 0           | 0           | 1       | 0       |
| «Фатіх Ватанспор» | Загалом           | Загалом           | 1     | 0    | –              | –              | 0           | 0           | 1       | 0       |
| «Чайкур Різеспор» | 2021–22           | Суперліга         | 2     | 1    | –              | –              | 0           | 0           | 2       | 1       |
| «Чайкур Різеспор» | Загалом           | Загалом           | 2     | 1    | –              | –              | 0           | 0           | 2       | 1       |
| Усього за кар'єру | Усього за кар'єру | Усього за кар'єру | 115   | 122  | –              | –              |             |             | 116     | 122     |

## Досягнення
«Марашгучюспор»
- Друга ліга Туреччини
  -  Чемпіон (1): 2017/18

- Друга ліга Туреччини
  -  Чемпіон (1): 2015/16

«ALG Spor»
- Перша ліга Туреччини
  -  Срібний призер (1): 2018/19

«Фатіх Ватанспор»
- Перша ліга Туреччини
  -  Срібний призер (1): 2020/21